# Johannes Hedberggymnasiet
Johannes Hedberggymnasiet (JHG) är en centralt belägen gymnasieskola i Helsingborg grundad 1994 som bedriver undervisning i de gymnasiala utbildningarna samhällsvetenskap och naturvetenskap.
Samhällsvetenskapsprogrammet har tre inriktningar, Samhälle-Samhälle, Samhälle-Beteende och Samhälle-Media. 
Naturvetenskapsprogrammet har två inriktningar, Naturvetenskap (NA) och Naturvetenskap-Samhälle (NASA).
Skolan grundades genom en sammanslagning av gymnasieskolorna Johannes Hedbergskolan och Naturhumanistiska gymnasiet. Skolan använder ett problembaserat lärande (även kallat PBL) och har ett huvudsakligt fokus på att förbereda eleverna för fortsatta studier. Klasserna är små med ca 26 elever per klass. Sedan 2019 tar skolan in tre klasser per program, dvs 150 elever per år. Hela skolan samlades i gemensamma, nyrenoverade lokaler på Södergatan/Gasverksgatan vid Mäster Palms Plats och Södergallerian från hösten 2021.  Johannes Hedberggymnasiet är en av Folkuniversitetets skolor och skolan namngavs efter Johannes Hedberg, en av initiativtagarna till Folkuniversitetet som är en icke-vinstdrivande stiftelse och ett studieförbund. Simon Lindh är rektor.